# جوليس زفونكا
جوليس زفونكا (بالفرنسية: Jules Zvunka)‏ هو لاعب كرة قدم ومدرب كرة قدم فرنسي في مركز الدفاع، ولد في 17 أغسطس 1941 في Le Ban-Saint-Martin ‏ في فرنسا. لعب مع أولمبيك مارسيليا ونادي ميتز.

## وصلات خارجية
- جوليس زفونكا على موقع قاعدة بيانات كرة القدم.إي يو (الإنجليزية)
- جوليس زفونكا على موقع عالم كرة القدم.نت (الإنجليزية)